# 孔多阿岩画遗址
4°43′28″S 35°50′02″E / 4.72444°S 35.83389°E
孔多阿岩画遗址是坦桑尼亚大草原上的一系列岩画，位于与东非大裂谷相连的马赛峭壁的东坡上，孔多阿北部约20千米。岩画包括绘画作品，最老可以追溯到1500多年前。岩画表现的人、动物和狩猎场面一般是拉长了的，通过岩画可以了解当地人的文化、价值观等 。

## 登录基准
该世界遗产被认为满足世界遺產登錄基準中的以下基準而予以登錄：
- （iii）呈现有关现存或者已经消失的文化传统、文明的独特或稀有之证据。
- （vi）具有显著普遍价值的事件、活的传统、理念、信仰、艺术及文学作品，有直接或实质的连结（世界遗产委员会认为该基准应最好与其他基准共同使用）。